# 湊貴信
湊 貴信（みなと たかのぶ、1965年（昭和40年）8月26日- ）は、日本の政治家。秋田県由利本荘市長（2期）。元由利本荘市議会議員（3期）。

## 来歴
秋田県秋田市生まれ。秋田市立八橋小学校、秋田市立高清水中学校、秋田市立秋田商業高等学校卒業。1984年（昭和59年）4月、秋田経済法科大学経済学部（現・ノースアジア大学）に入学。大学1年生の冬、父親の経営する会社が倒産し、生活が一変。学費や生活費を稼ぐためアルバイトに明け暮れる。この影響で2年時に留年。
1989年（平成元年）3月、秋田経済法科大学経済学部卒業。同年4月、日産サニー秋田販売（現・日産サティオ秋田）に就職。1991年（平成3年）4月、結婚を機に由利郡岩城町（現・由利本荘市岩城二古横砂子）の鶴潟団地へ転居。
2021年（令和3年）4月4日に行われた由利本荘市長選挙に立候補。選挙戦では市議会最大会派「高志会」（11人）や自民党県議が支え、公明党県本部が支持。共産党、社民党の市議も応援に回った。現職の長谷部誠との一騎打ちを制し初当選。4月17日、市長就任。
2025年（令和7年）の市長選挙では無投票で再選。